# Josef Külheim
Josef Külheim (* 4. Mai 1902 in Lindlar; † 1961 in Lindlar) war ein deutscher Autor.
Külheim entstammte einer alten Bergischen Familie. Er wurde als Sohn des Polizeikommissars Johann Külheim in Lindlar geboren. Seine persönliche Familienforschung führte seine Ahnen zurück bis 1658, auf die Ortschaft Niederkülheim, dem heutigen Unterkülheim bei Overath-Immekeppel. Nachdem sein Vater beruflich nach Essen versetzt worden war, besuchte er nach der Volksschule in Essen das Königliche Gymnasium in Essen. Sein Abitur bestand Josef Külheim am staatlichen Gymnasium in Jülich. Er studierte von 1922 bis 1926 an der Technischen Hochschule in Aachen und erwarb hier das Diplom für Elektrotechnik.
Zunächst das Sammeln historischen Materials und kleinerer Abhandlungen zur Lindlarer Geschichte, vor allem der Pfarrgeschichte von Lindlar und spätere Artikel sowie zahlreiche Schriften im Bergischen Kalender zur Rheinisch-Bergischen Geschichte prägten seine umfangreichen Forschungsarbeiten.
Zwischen 1936 und 1957 erschienen 242 Artikel in den Heimatblättern der Tageszeitungen, die sich ausschließlich mit Forschungen der näheren Heimat befassten. Sie sind heute noch in der Bergischen Geschichte in ihrer Wissenschaftlichkeit als Quellenmaterial für alle Interessierten von großer Wichtigkeit. Zwischen 1951 und 1962 erschienen 32 umfangreiche Beiträge zur Rheinisch-Bergischen Geschichte im Bergischen Kalender.
Josef Külheim wurde 1952 als Abgeordneter Lindlars in den Kreistag des Rheinisch-Bergischen Kreises gewählt.

## Bücher
- 1945 Ein Kampf ums Recht. – Zehntprozeß zwischen Pfarrer von Lindlar und dem Besitzer von Heiligenhoven. Verlag Schiefeling, Engelskirchen.
- 1949 Fußfälle und Wegekreuze in Lindlar. Verlag Schiefeling, Engelskirchen.
- 1951 Engelskirchen im Aggertal. Peter Opladen unter Mitarbeit von Josef Külheim, Verlag Schiefeling, Engelskirchen.
- 1955 Lindlar. In der Reihe Bergische Heimatführer. Verlag A. Martini & Grüttefien GmbH, Wuppertal.
- 1958 Heimatbuch der Gemeinde Hohkeppel. Hrsg. Gemeinde Hohkeppel, Mitverfasser: Anton Jux.

| Personendaten    | Personendaten                      |
| ---------------- | ---------------------------------- |
| NAME             | Külheim, Josef                     |
| KURZBESCHREIBUNG | deutscher Autor und Heimatforscher |
| GEBURTSDATUM     | 4. Mai 1902                        |
| GEBURTSORT       | Lindlar                            |
| STERBEDATUM      | 1961                               |
| STERBEORT        | Lindlar                            |